# Obiettivo normale

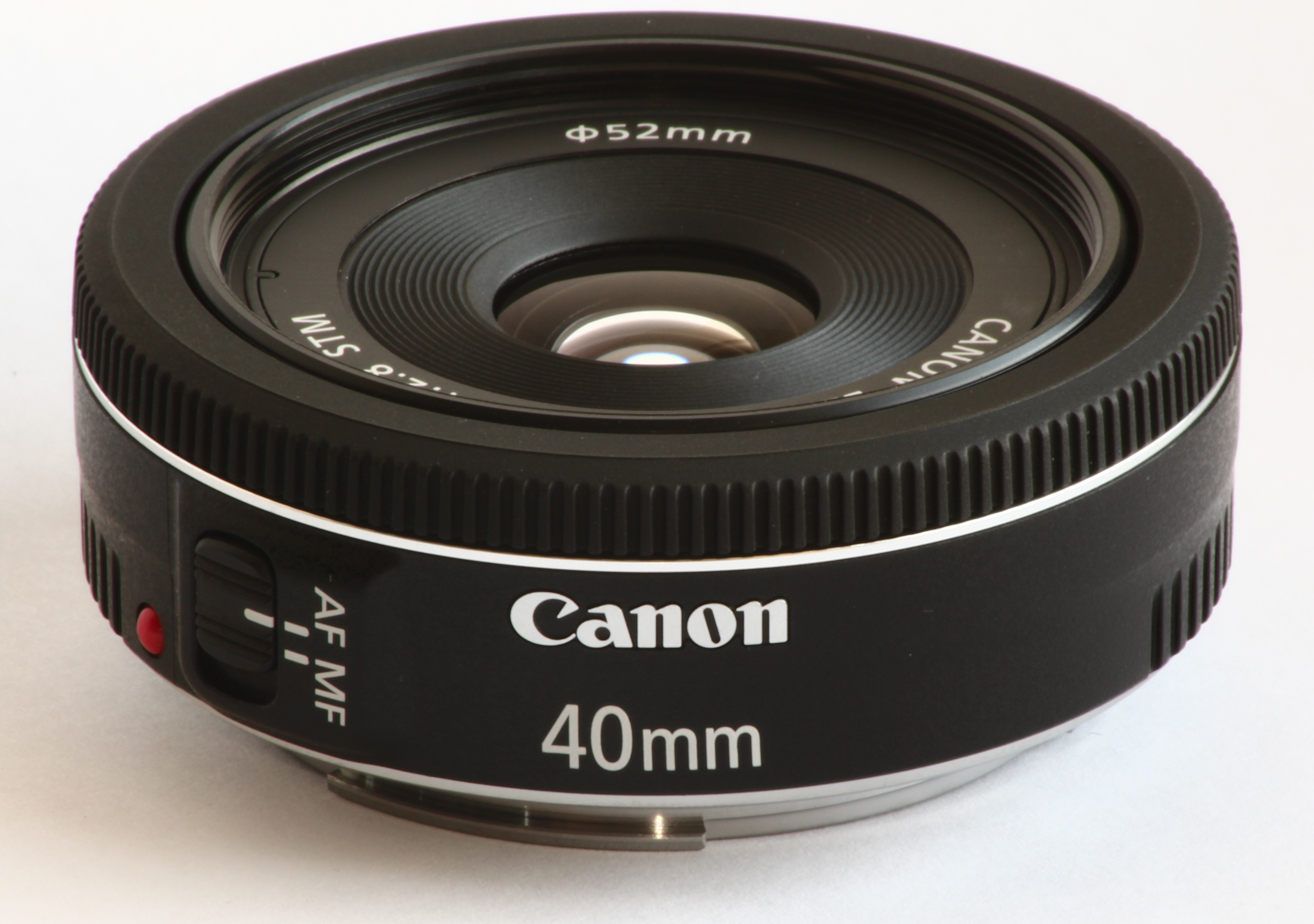
Obiettivo Normale per il formato Leica (24x36)

In fotografia, l'obiettivo normale (o a focale normale) è quell'obiettivo fotografico con lunghezza focale pari alla diagonale del formato.
In cinematografia, l'obiettivo normale ha solitamente una lunghezza focale pari a circa il doppio della diagonale del formato o meglio, dell'immagine proiettata sullo schermo, poiché i film vengono in media visualizzati da una distanza circa doppia della diagonale dello schermo. All'epoca di Oskar Barnack, l'ottica normale per il cinema (con pellicola da 35 mm) era di 50 mm.

## Principio
Per questioni puramente geometriche, la resa tridimensionale di questo particolare obiettivo, imprime sul fotogramma una immagine del tutto simile a quella osservata normalmente ad occhio nudo ("visione normale"), per ciò che riguarda esclusivamente la corretta proporzione di tutte e tre le dimensioni spaziali viste contemporaneamente: altezza, larghezza e profondità della scena ripresa. 

Diversamente, le focali grandangolari e tele, producono una (s)proporzione tridimensionale tipica, conosciuta rispettivamente come "allungamento" e "schiacciamento" dei piani, rispetto alla profondità della scena. L'effetto ottico di schiacciamento o di allungamento dei piani, è appunto solo un effetto ottico, che deriva sostanzialmente dall'ingrandimento della focale e quindi dall'inquadratura come rapporto di rappresentazione geometrica della profondità, rispetto all'altezza e alla larghezza del piano ripreso.
L'angolo di ripresa diagonale è tipicamente di 53° (o tra 52° e 60° max), e non è per nulla analogo (né simile) a quello della visione ad occhio nudo, la quale abbraccia un campo visivo molto maggiore, tra 60° e 120° con la visione binoculare o tra 160° e 220° con la visione periferica totale. Per questo motivo, molte affermazioni errate, riguardo la focale normale, considerano l'angolo di campo come "paragonabile a quello dell'occhio umano ", dove invece è la percezione naturale ad essere simile (o analoga), ma con un campo molto più stretto.

## Focale pratica

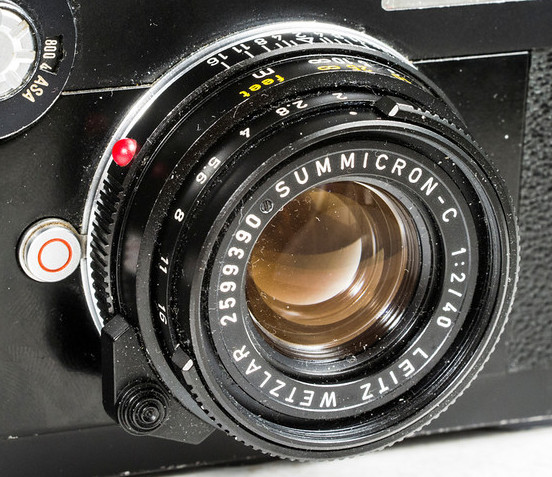
Summicron-C 40 mm f2

Nel gergo corrente della fotografia, si può affermare che la focale normale sia un 40 mm eq, cioè un obiettivo con lunghezza focale equivalente (eq), nel più comune formato Leica 24x36 (o full frame ). Ovvero, un obiettivo con focale media fra 43 e 38 mm eq, dove il 43 mm rappresenta il valore ideale della messa a fuoco ad infinito, mentre il 38 mm rappresenta il fuoco a circa 1 metro di distanza. Questo perché, la messa a fuoco ravvicinata, rispetto a infinito, produce un ingrandimento proporzionale sull'immagine (e relativo restringimento del angolo di campo), da necessitare una compensazione della focale (in riduzione). Il valore medio di 40 mm, deriva dal valore della distanza media di messa a fuoco, utilizzata nelle comuni fotografie, che è pari a circa 10 metri (tra 1 e 100 metri). 

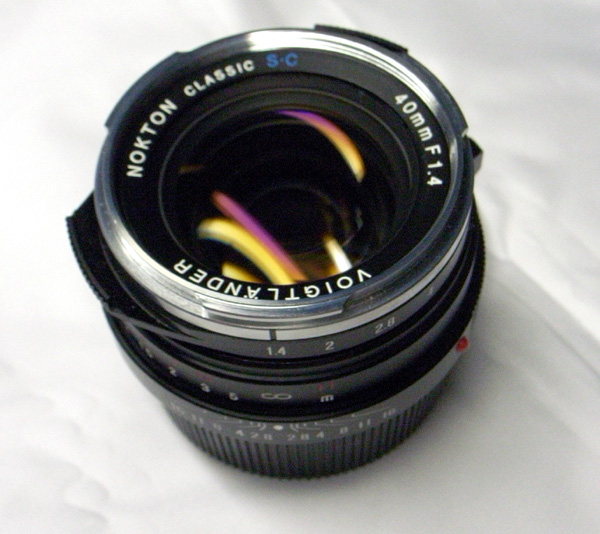
Nokton 40 mm f1,4

Di obiettivi per il formato Leica, con lunghezza focale intorno ai 40 mm (benché meno conosciuti rispetto ai più comuni 50 mm), ne sono stati progettati e costruiti tanti, tra cui, il Summicron-C 40 mm f2 ed il Nokton 40 mm f1,4, ma spesso soltanto come pancake f2,8 (foto in alto) o come ottica fissa in fotocamere compatte a telemetro (con mire galileiane), di produzione intorno agli anni sessanta e settanta. 
Questo tipo di obiettivo era conosciuto gia all'epoca dei grandi formati a lastra e del cinema, per cui ci sono tutti questi obiettivi, più i vari 75 e 80 mm delle fotocamere biottica 6x6 o di altre varie medio formato. 
Tuttavia, se si volesse ad ogni costo allargare di vari altri millimetri il range di tolleranza (che va da 43 a 38 mm equivalenti), per circoscrivere la focale normale, si potrebbero al massimo includere le focali da 35 a 38 mm eq, sul lato grandangolare, per messa a fuoco molto ravvicinata o comunque per restare ancora abbastanza vicino alla nostra visione normale, ma non superare i 45 mm dal lato tele. E di certo, escludendo tutte le focali equivalenti, da 46 a 60 mm, di alcuni obiettivi considerati erroneamente standard (tranne il 50 mm) e dunque "normali". 

### Focale Standard
La focale 50 mm è la focale standard usata come valore di riferimento industriale, valido per molti se non tutti i formati fotografici e per tutti i produttori di fotocamere, che serve come riferimento per ottenere o per fornire valutazioni assolute, tipo il valore di ingrandimento dei mirini ottici delle fotocamere reflex e mirrorless (ad esempio). Per questo motivo, la focale 50 mm non deve mai essere confusa con la focale normale (come avviene ancora alcune volte), neppure i due termini (standard ≠ normale) e neppure se fosse la focale degli obiettivi forniti "normalmente" con il corpo della macchina fotografica (l'obiettivo da 50 mm era l'ottica fornita normalmente, acquistando il corpo di una fotocamera 35 mm nuova).
E considerare come focale normale o standard, un obiettivo da 58 mm (ad esempio), sarebbe una operazione totalmente errata, in quanto un 58 mm non è la focale standard (50 mm) ed inoltre inizia ad essere già un piccolo "tele", rispetto alla focale normale (40 mm eq).